# Großer Dambecker See
Der Große Dambecker See liegt nördlich von Schwerin und westlich des Schweriner Außensees in Mecklenburg-Vorpommern. Er liegt innerhalb der Gemeindegebiete von Bobitz und Zickhusen, ist Teil des Naturschutzgebietes Dambecker Seen und etwa zwei Kilometer lang und 900 Meter breit. Das Gewässer gliedert sich in einen breiteren Nord- und schmalen Südteil und wird vom Aubach durchflossen. Der See ist vollständig von einem Schilfgürtel umgeben. Im Südteil befindet sich eine größere Insel. Im Süden und Südwesten grenzt das Drispether Moor, im Norden der Kleine Dambecker See an.

## Beschreibung
Entstehungsursprung ist eine Toteishohlform, in der sich nach dem Abschmelzen des Eises ein offener See bildete. Dieser trocknete wieder aus und es bildete sich ein Versumpfungsmoor. Im 18. Jahrhundert entstand wieder ein offenes Gewässer. Um 1870 erhielt der See einen künstlichen Abfluss zum Aubach und das Seengebiet wurde großflächig entwässert. Die ehemalige Seefläche konnte so als Weideland genutzt werden. Die doch sehr aufwändige Grabenhaltung wurde in den 1920er Jahren aufgegeben, so dass ein Versumpfungsprozess einsetzen konnte. Es entstanden so wieder großflächige Flachwasserbereiche mit starkem Schilfbewuchs, welche Ende der 1960er Jahre wieder etwa zwei Drittel des Gebietes bedeckten. Seit den 1970er Jahren bildeten sich auch wieder Freiwasserflächen.
Bekannt ist der See als Rastplatz für den Vogelzug der nordeuropäischen Gänse und als Brutplatz der Rohrdommel. See- und Fischadler, Tüpfelsumpfhuhn, Wasserralle, Drossel- und Schilfrohrsänger, Rohrschwirl und Bartmeise brüten hier. Auch Rotbauchunke und Moorfrosch gibt es in größeren Populationen.

## Naturschutzgebiet Dambecker Seen
Der Große und der Kleine Dambecker See sind zusammen als 204 Hektar umfassendes Naturschutzgebiet gesetzlich geschützt. Die Ausweisung erfolgte aufgrund der ornithologischen Bedeutung am 2. Juni 1947 mit zwei Erweiterungen in den Jahren 1967 und 1972. Der aktuelle Gebietszustand wird als gut eingestuft. Ein Feldweg zwischen Wendisch-Rambow und Dambeck ermöglicht Einblicke in das Gebiet. Das Naturschutzgebiet ist Bestandteil des FFH-Gebietes Wald- und Kleingewässerlandschaft Dambecker Seen und Buchholz.